# آبریزش بینی
راینوریا (به انگلیسی: Rhinorrhea) ترشح مایع مخاطی نازک بینی است. این بیماری، که معمولاً به عنوان آبریزش بینی شناخته می‌شود، نسبتاً مکرر رخ می‌دهد. عامل آبریزش بینی آلرژی (التهاب مخاط بینی آلرژیک) یا برخی عفونت‌های ویروسی مانند سرماخوردگی است. همچنین آبریزش بینی می‌تواند از طریق گریستن، قرار گرفتن در معرض دمای سرد، سوء مصرف کوکائین یا ترک مواد مخدر، مانند متادون نیز رخ دهد. معمولاً درمان آبریزش ضروری نیست اما تعدادی درمان پزشکی و تکنیک‌های پیشگیرانه در دسترس است.
این اصطلاح در سال ۱۸۶۶ ابداع شد و ترکیبی از اصطلاحات یونانی rhino- ("بینی") و -rhoia ("ترشح" یا "جریان") است.